# 수레국화속

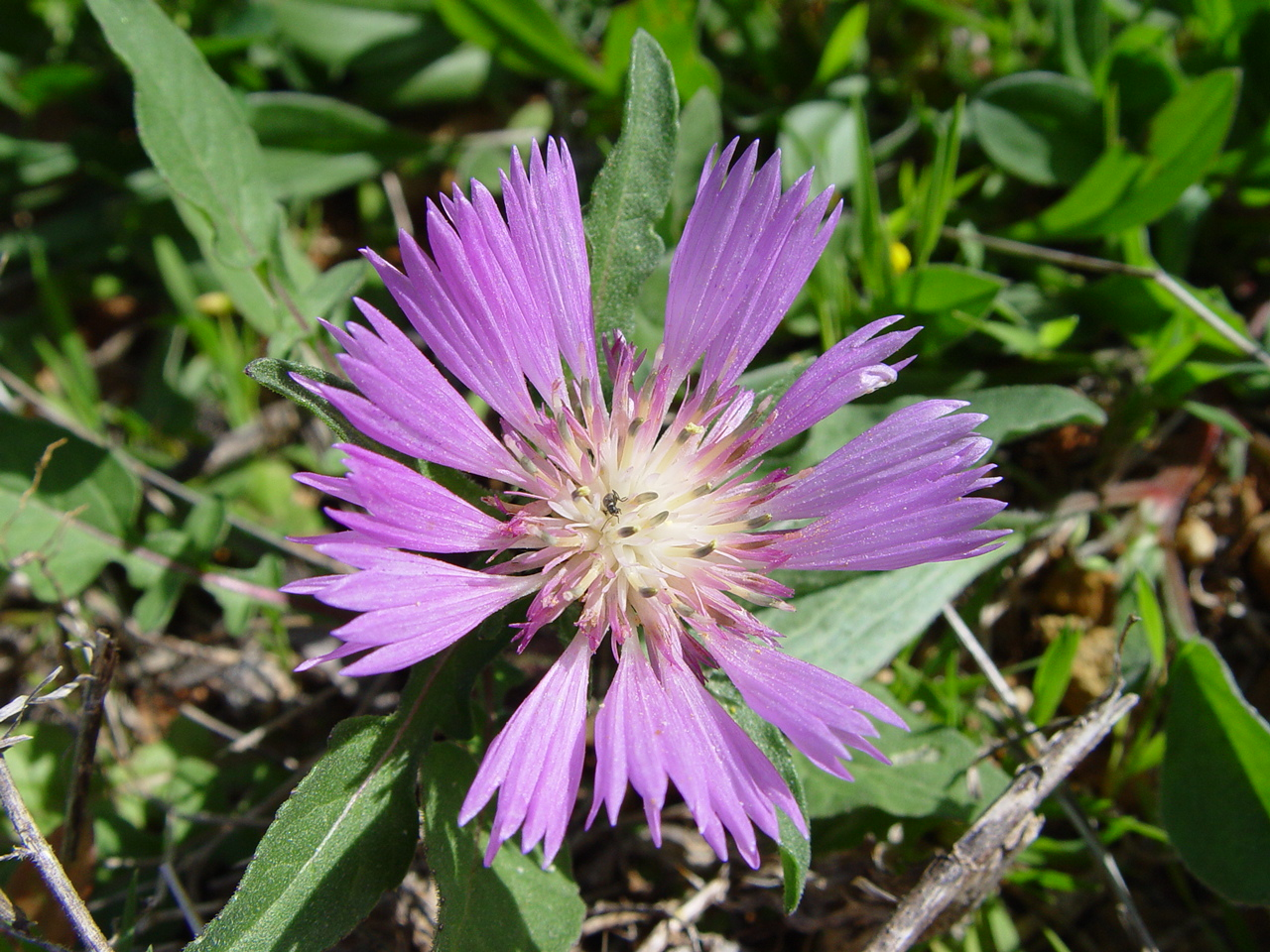

수레국화속 또는 센토레아속(Centaurea)은 국화과 엉겅퀴류 허브 속씨식물 700개 이상의 종을 아우르는 속이다. 이 속에 속하는 개체들은 특히 적도 북부, 대부분은 동반구에 위치한다. 중동과 주변 지역들에서 특히 풍부하다. 미국 서부의 노란 수레국화 식물들은 침입종이다. 씨가 남아메리카로부터 비롯된 것으로 믿겨진다.

## 종
- 수레국화